# 安良岡裕二
安良岡 裕二（やすらおか ゆうじ、1971年1月28日 - ）は、日本の元プロレスラー。

## 経歴
1992年1月4日、SWSの対中原敏之戦でデビューして天龍源一郎が率いるレボリューションに所属。6月19日、SWSが解散。6月28日、天龍らと共にWARを設立。
1998年5月、新日本プロレス後楽園ホール大会で行われた「BEST OF THE SUPER Jr.」の初戦で金本浩二と当たる。試合開始からツバを吐きかけて奇襲を仕掛けるなどの金本の傍若無人なケンカファイトに圧倒されて金本の放ったフライングニールキックで右顎を骨折。その後もボロボロになって泣き叫びながら金本に立ち向かっていくも逆に雪崩式タイガースープレックスといった受け身の取りづらい危険な技を受けるなど、いたぶられ続けた。試合は勝負を決める気がない金本の一瞬の隙をついてスクールボーイで大金星を奪うも、この1勝と引き換えに右顎の骨折や肩の負傷などで長期欠場に追い込まれてしまう事になる。その余りにも凄惨な試合内容に激怒した安良岡の一部のファンが暴走して試合終了後、後楽園ホールの駐車場に向かい金本の愛車を傷つけるなどの行為を起こしている。
1999年6月22日、試合中による怪我が原因で引退。7年半に及ぶ現役生活を終えている。
プロレスラーなる前からバイクが好きで暴走族も経験しており、引退後はバイク整備士に転職して活躍している。

## 得意技
ジャーマンスープレックス
ダブルアームDDT

## タイトル歴
- インターナショナルジュニアヘビー級王座
- インターナショナルジュニアヘビー級タッグ王座